# Эйвельманс, Бернар
Бернар Эйвельманс (фр. Bernard Heuvelmans; 10 октября 1916 год, Гавр, Франция — 22 августа 2001 год, Ле-Везине, Франция) — франко-бельгийский зоолог и писатель, доктор биологии (1939). Известный как один из создателей криптозоологии.

## Биография
Родился во Франции в семье бельгийца и голландки, имел и французское гражданство (по месту рождения), и бельгийское (по гражданству отца). Вырос в Бельгии, в юности интересовался биологией и джазом, и даже создал собственный джаз-банд. Получил степень доктора зоологии в Брюссельском свободном университете (диссертация посвящена строению зубов у трубкозубов). Познакомившись со статьями Айвена Сандерсона, заинтересовался поисками неизвестных видов животных. Написал ряд книг по данной тематике, вызвавших широкий интерес читателей, однако не встретивших поддержки большинства учёных. Поскольку ни один университет не согласился финансировать его ненаучные исследования, источником финансирования стало написание книг. Книга «По следам неизвестных животных» была издана суммарным тиражом миллион экземпляров на двадцати языках (в оригинальном варианте она является двухтомной, тогда как оба русских издания представляют собой выборки). Собрал большую коллекцию из документов, фотографий, статей, книг и других материалов криптозоологической тематики (более 50 тысяч единиц), которую в 1997 году передал Зоологическому музею Лозанны, Швейцария, где она доступна для исследователей по согласованию с музеем. С 1982 года являлся первым президентом Международного общества криптозоологии. В период своего расцвета общество насчитывало около 850 членов, однако к настоящему времени из-за смерти ключевых участников и финансовых проблем практически распущено. Тем не менее, по всему миру создан ряд других организаций, занимающихся криптозоологией.
Эйвельманс создал обширную сеть информаторов и сотрудников, был знаком с Борисом Поршневым. Создавая криптозоологию, он даёт ей следующее определение: «Научное изучение скрытых животных, то есть форм животных, ещё неизвестных, о которых мы имеем только свидетельские и косвенные свидетельства или вещественные доказательства, которые некоторые считают недостаточными».

## Книги
Книги Эйвельманса издавались большими тиражами, переведены с французского на многие языки. На русском языке доступны следующие книги Эйвельманса:
- Эйвельманс Б. По следам неизвестных животных / Пер. Г. Велле. Обраб. И. Акимушкина. — М.: Детский мир, 1961. — 72 с.: ил. Очень сильно сокращённое, адаптированное для советских детей издание. Тираж — 100 000 экземпляров.
- Эйвельманс Б. Чудовища морских глубин / Пер. С. Кравчука, Н. Непомнящего, Н. Осиповой, Г. Старостина, А. Шубенцова. — М.: Изд. Дом «Прибой», 1997. — 496 с.: ил. — Серия «Неведомое, необъяснимое, невероятное». — ISBN 5-7735-0061-2. Тираж 15 000 экземпляров.
- Эйвельманс Б. Тайны загадочных зверей / Пер. И. Алчеева, Н. Непомнящего. — М.: Вече, 2000. — 496 с.: ил. — Серия «Великие тайны». — ISBN 5-7838-0450-9. Та же самая книга, что и «По следам неизвестных животных», в более полном, и менее изменённом переводе. Тираж 10 000 экземпляров.
- Также тексты Эйвельманса публиковались на русском языке в составе ряда сборников и периодических изданий, в частности, в ежегоднике «На суше и на море» и в журнале «Вокруг Света».